# Centre de consultation médicale maritime
Le système français d'aide médicale  en mer a été conçu pour tenter d'apporter aux gens de mer une possibilité de soins médicaux se rapprochant le plus possible, malgré leur particularité d'isolement, du standard existant à terre.
Le Centre de consultation médicale maritime (CCMM) est intégré au SAMU 31 du fait de la proximité de l'Hôpital Purpan de Toulouse avec l'ancienne station radio maritime de Saint Lys. L'hôpital était consulté par le passé à chaque fois qu'un navire en faisait la demande. Il s'est créé un savoir-faire local.

## Particularités
La mer peut être considérée comme un milieu hostile, l'isolement, l'absence sauf exceptions (paquebot ou navire de guerre) de personnel médical ou paramédical entraîne des délais dans les réactions et les soins à apporter au blessé ou au malade. On constate que la population des gens de mer (au sens large du terme : marin de commerce, marin pêcheur, marin plaisancier ou de course au large) revendique le taux d'accident et de mortalité le plus grand.

## Télécommunications maritimes
Aujourd'hui, les progrès techniques dans les communications permettent des contacts très rapides entre le navire et la terre. L'isolement est rompu, que le navire se trouve près des côtes ou au milieu de l'océan Atlantique.

Un système a été mis en place : le système mondial de détresse et de sécurité en mer (SMDSM).

Dans tous les cas il est possible de joindre le CROSS et d'obtenir par la suite une conversation à trois incluant le médecin urgentiste du CCMM.
Moyens d'appel:

### VHF
- Appel sélectif numérique (ASN) : canal 70
- Appel d'urgence médicale : canal 16 (Radiotéléphonie)

### MFetHF
- Appel sélectif numérique dans la bande 2 MHz à 16 MHz: fréquence appropriée à la distance.

### GSM
- Joindre le CROSS: 196
- Joindre le CCMM: +33 (0)5 34 39 33 33

Important: il n'y a pas de consultation médicale par courriel qui reste un complément aux consultations téléphoniques (envoi de photos, anonymisées)

### Inmarsat
- Code d'accès rapide : 32 = avis médical ou 38 = consultation d'urgence

Toute consultation en Europe est gratuite.
L'inmarsat standard C ne permet que le transfert d'information de type telex.

### Procédure d'appel définie
- L'appel d'urgence est émis par un appel sélectif numérique automatique par MMSI, puis par un appel d'urgence en radiotéléphonie sur la  fréquence internationale de détresse et d'appel de la même bande que l'appel sélectif numérique envoyé. L'appel d'urgence sera traité après les messages de détresse.

| Zones SMDSM 1999                            | Fréquence d'appel en ASN | Fréquence de détresse et d'appel en radiotéléphonie          |
| ------------------------------------------- | ------------------------ | ------------------------------------------------------------ |
| Zone A1.                                    | canal 70 (156,525 MHz)   | puis appel sur le Canal 16 (156,8 MHz) en FM.                |
| Zone A2.                                    | 2187,5 kHz               | puis appel sur 2 182 kHz en USB                              |
| Zone A3.                                    | 1645,5 à 1646,5 MHz      | puis message Inmarsat B ou C.                                |
| Zone A4 et Zone A3 sans le service Inmarsat | 4207,5 kHz               | puis appel sur 4125 kHz en USB Supplémentaire à 8 414,5 kHz  |
| Zone A4 et Zone A3 sans le service Inmarsat | 6312 kHz                 | puis appel sur 6215 kHz en USB Supplémentaire à 8 414,5 kHz  |
| Zone A4 et Zone A3 sans le service Inmarsat | 8414,5 kHz               | puis appel sur 8291 kHz en USB                               |
| Zone A4 et Zone A3 sans le service Inmarsat | 12557 kHz                | puis appel sur 12290 kHz en USB Supplémentaire à 8 414,5 kHz |
| Zone A4 et Zone A3 sans le service Inmarsat | 16804,5 kHz              | puis appel sur 16420 kHz en USB Supplémentaire à 8 414,5 kHz |

## Soins à bord
Le lien étant fait entre le navire et la terre, il est nécessaire d'entreprendre des soins. Le capitaine bien que n'étant pas médecin (il ne peut ni prescrire certains médicaments ni bien évidemment diagnostiquer) est malgré tout responsable des soins ce, sous les conseils éclairés du médecin urgentiste.

Pour le faire, les navires disposent d'une dotation médicale (liste de médicaments et matériels de soins ou composition de la trousse de secours pour la plaisance),, et les officiers ont reçu un enseignement théorique et pratique à caractère médical .

Le médecin urgentiste apporte donc une aide au diagnostic, à la prescription thérapeutique ainsi qu'à la prise de décision d'un éventuel détournement du navire vers un port et/ou d'une évacuation médicale par de moyens SAR.

### Typologie des situations
- Type 1 : Soins à bord sans déroutement et suivi du patient par consultations itératives[4] (MEDICO)
- Type 2 : Soins à bord et déroutement du navire[4] pour débarquement du patient
- Type 3 : Urgence nécessitant une évacuation sanitaire non médicalisée (EVASAN)[4]
- Type 4 : Urgence nécessitant une intervention médicalisée à bord (EVAMED)[4] suivie ou non d’une évacuation du patient
- Type 5 : Urgence en relation avec un accident survenu en plongée
- Type 6 : Situation impliquant un nombre potentiellement élevé de victimes appelant la mise en œuvre du dispositif ORSEC.

## Consultation télémédicale
Le CCMM répond 24H/24 aux demandes urgentes d'assistance médicale et assure en outre aux heures ouvrables françaises une activité de télé-consultation comparable à l'activité d'un cabinet de médecine générale.
La télé-consultation médicale peut aujourd'hui s'appuyer sur la transmission d'images numériques ou d'électrocardiogrammes, rendant les diagnostics à distance plus aisés. On peut attendre d'un avenir proche une possibilité d'utilisation de flux vidéo (webcam).
Le médecin du CCMM, situé au cœur d'un CHU, peut faire appel à ses collègues spécialistes pour résoudre les cas plus complexes ou plus rares.